# Nuestra Señora de la Merced (pintura)

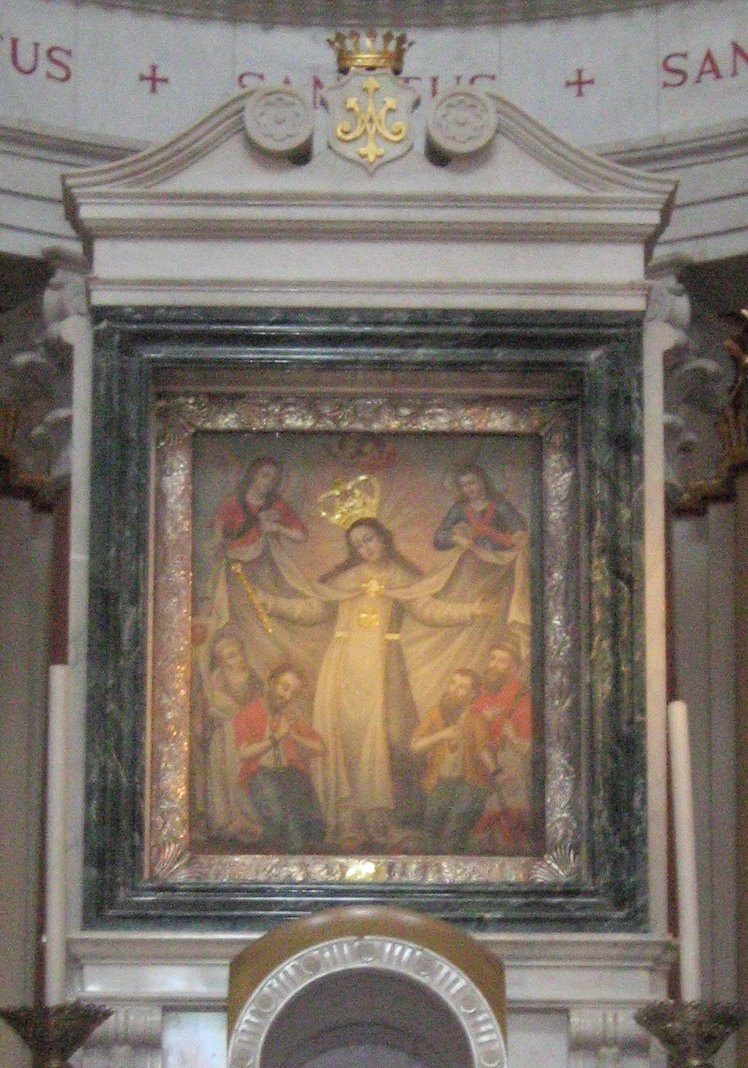
Cuadro de la Virgen de la Merced pintado en tiempos de la fundación de Yarumal en 1789, asociado a la Escuela Quiteña. En esta imagen considerada milagrosa, la Virgen de los cautivos ampara bajo su manto que sostienen dos ángeles a dos piadosos cautivos encadenados que oran e interceden ante ella. Detrás de ellos, a un nivel superior, dos religiosos. La corona de oro se incorporó en 1942.

Nuestra Señora de la Merced, es una pintura de la Virgen de la Merced o de las Mercedes ubicada en el Altar Mayor de la basílica homónima ubicada en el municipio de Yarumal en el departamento de Antioquia (Colombia). 
El lienzo de data de 1789, de autor desconocido, de posiblemente origen quiteño. El cuadro es considerado milagroso, por tal razón, es visitado por peregrinos que viajan allí a cumplir con sus promesas. Sobre el origen del cuadro existen varias leyendas o versiones populares, que a pesar de que carecen de fundamentos históricos son tomados por la población como verdad.

## Historia
La devoción a esta advocación mariana en Yarumal, data desde el mismo momento en que fue fundado, pues en el acta de aprobación de la fundación de San Luis de Góngora, expedido en Medellín el 21 de diciembre de 1787, por el Visitador de la Provincia de Antioquia, Juan Antonio Mon y Velarde, en una parte el documento dice: "Y teniendo presente el afecto y devoción de los nuevos colonos a la imagen de Nuestra Señora de la Merced de otro sitio, juntará a todos los vecinos y hará la proclamen y juren por patrona y protectora del lugar, para remedio y consuelo de sus habitantes..."
Dicho texto da a entender que los habitantes de San Luis de Góngora (hoy Yarumal) ya tenían cierto fervor por a la Virgen de las Mercedes, y que la conocían quizá por sus sitios de origen.
De manera que por el hecho de ser declarada patrona se vio la necesidad desde el mismo momento de la fundación de conseguir una imagen destinada al templo. Por consiguiente, Nicolás Valencia, comerciante oriundo de Rionegro, colono de gran capacidad económica y además, secretario del alcalde pedáneo y juez poblador Francisco Leonín de Estrada, encargó una pintura, al parecer a un pintor quiteño. Dicha imagen se terminó de pintar en 1789 y fue donada a la parroquia.
En 1790, el cuadro de la Virgen de la Merced fue entronizado solemnemente por el presbítero de Santa Rosa de Osos, Nicolás Francisco Agudelos, cuando este atendía la capilla del naciente San Luis de Góngora. Como aún no se tenía el juego completo de ornamentos, correspondió traerlos prestados del templo de Nuestra Señora de Chiquinquirá, que era la sede del cura. El acto de entronización quedó registrado en el testimonio que dio el alcalde de Santa Rosa de Osos, José Silvestre Vélez el 7 de agosto de 1790, para las diligencias de erección de San Luis de Góngora en curato, obrando como testigos -por ausencia de escribano-, los señores Vicente Vélez, Antonio Orrego y Antonio José Sierra.
En su declaración, el alcalde de los Osos reconoció haber en San Luis de Góngora una "Iglesia pajiza decente cuanto en la presente diligencia le es dable a aquellos colonos, en la que he visto se ha celebrado el Santo Sacrificio de la misa con vestiduras a mi parecer decentes. Así mismo, hallándome en dicho sitio [San Luis de Góngora] se celebró la colocación de Nuestra Señora de la Merced y San José, mas el ornamento que sirvió para esta solemnidad no era el terno entero de aquella iglesia, pues tengo noticia que el padre don Nicolás Francisco Agudelo, cura y vicario de este sitio de Santa Rosa hizo conducir algunas partes para su completo..."
Más adelante, para confirmar su título de patrona, el 27 de enero de 1792 en la visita pastoral que realizaba el obispo de Popayán, Ángel Velarde y Bustamante en Yarumal, declaró: "Para que en lo sucesivo no haya dudas, declaramos por patrona única de esta iglesia parroquial a Nuestra Señora de la Merced".

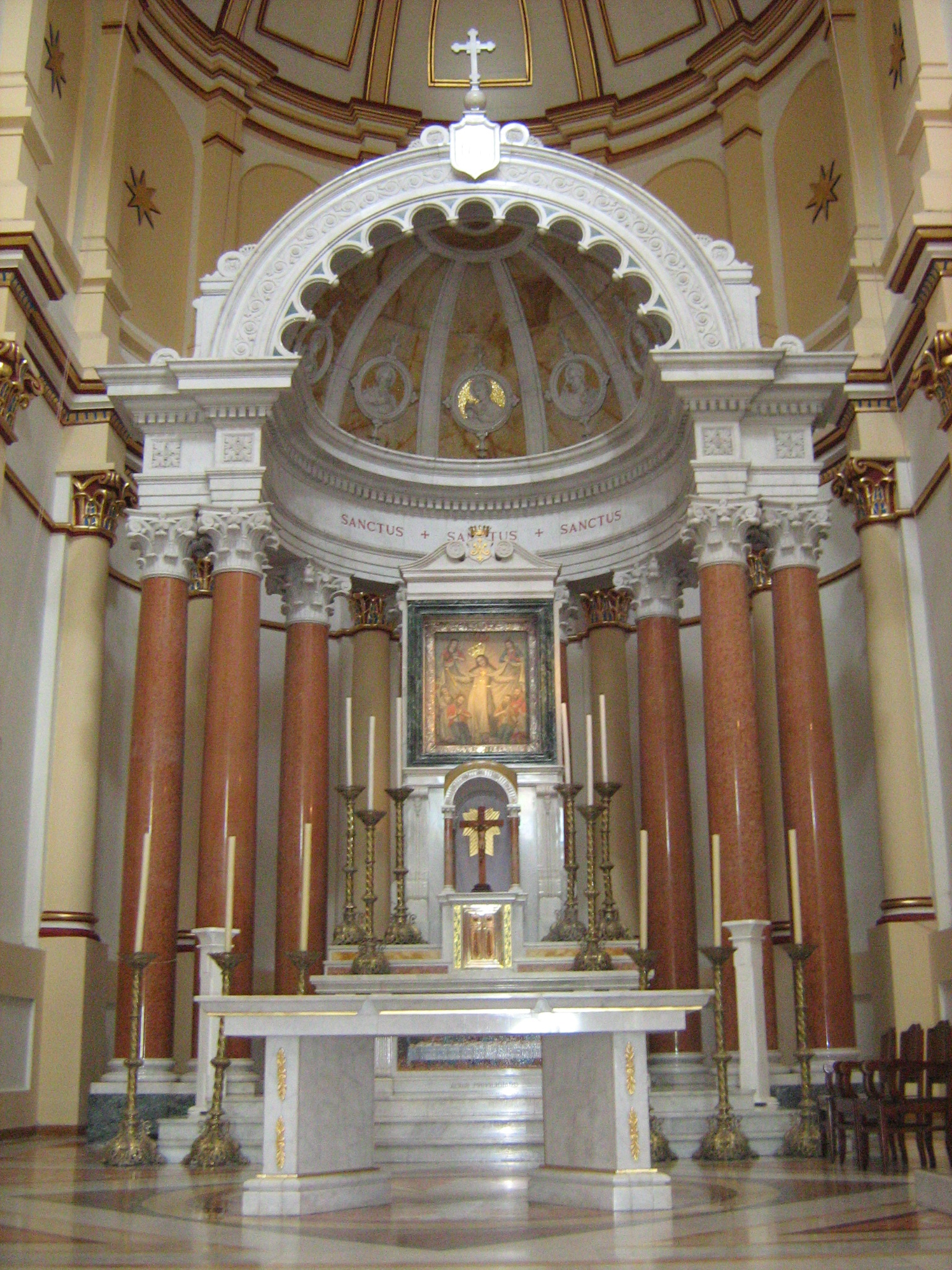
Vista del altar de mármol.

Como el cuadro era sacado del templo para hacer con él recorridos por las diferentes zonas de San Luis de Góngora, en diferentes oficios religiosos y peregrinaciones, por lo cual, en la primera visita pastoral que hizo al lugar el obispo de Antioquia, Juan de la Cruz Gómez Plata el 24 de enero de 1840, ordenó en el artículo 43 de su auto (acta) que "la imagen original de Nuestra Señora de las Mercedes que se halla colocada en el altar mayor no se sacará de allí para ninguna procesión pública ni privada. Porque para esto se comprará otra imagen". Para acatar lo ordenado por el prelado, se encomendó la realización de una copia a Victoriano Valencia, hijo de Nicolás Valencia, quien tenía habilidades para el arte.
Durante mucho tiempo el cuadro original de la Virgen de las Mercedes conservó su antiguo marco de madera dorada con fondo rojo. Cuando el padre Leonidas Lopera inauguró en 1915 el altar de madera realizado por los ebanistas Carvajales, hizo retirar el marco, sin separar el lienzo de su bastidor, para poner la antigua imagen en el nicho superior del altar central. Allí permaneció en esas condiciones, hasta que en el año de 1930 el padre Julio Ortega sufragó los gastos para ponerle un nuevo marco y por primera vez una protección de vidrio.
El levita Gerardo Martínez Madrigal fue quien antes del Segundo Congreso Mariano, realizado en 1942, dispuso que el lienzo de la Merced tuviera un marco de plata martillada fabricado en Santa Fe de Antioquia y que además luciera escudo, broche de filigrana y corona de oro elaborados también en Santa Fe de Antioquia por Carlos Herrera, a un costo de 950 pesos sólo la mano de obra, pues los materiales requeridos fueron donados por feligreses que entregaron sus alhajas para ese fin.
Todo el trabajo se valoró en 2.000 pesos. Las tres partes de oro pesan en total 108 gramos. La corona cuenta con 24 piedras preciosas y tres perlas. Además hubo gran interés en ponerle a la Virgen calzado y cinturón de oro. Para lo cual se entregó al orfebre el material aurífero necesario, pero nunca más se volvió a saber de él. 
El Pbro. Martínez fue consagrado como obispo de Garzón (Huila), y su sucesor, el padre Francisco Gallego Pérez, el 28 de agosto de 1942 (a víspera del Congreso), con la necesidad de poder retratar el cuadro y pasarlo al nuevo marco de plata mandó a desenmarcarlo totalmente de manera que por primera vez se retiró su bastidor original. Fue grande la sorpresa al descubrirse que al reverso de la antigua imagen estaba la siguiente leyenda: "Verdadero retrato de la milagrosa imagen de Nuestra Señora de las Mercedes, redentora de cautivos. A devoción de don Nicolás Valencia. Año 1789, un ave María por el pintor". Confirmando así que fue Valencia quien encargo la imagen.

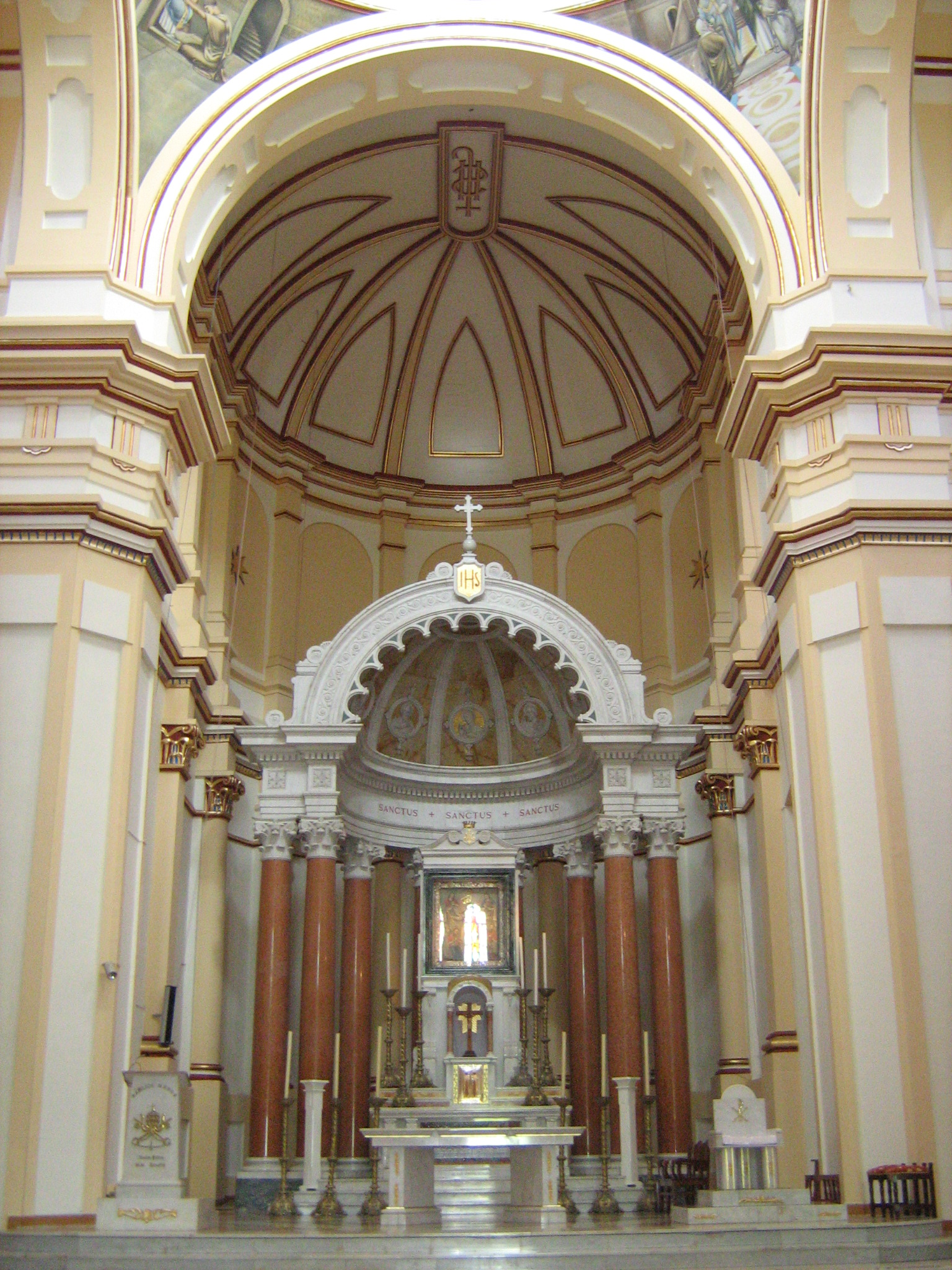
Ábside abovedado el cual alberga el altar de mármol.

Más adelante, a inicios del Segundo Congreso Mariano en Yarumal, el 23 de septiembre de 1942, en el atrio de la capilla de San Francisco (que servía al entonces noviciado y colegio de Nuestra Señora de la Merced administrado por las Hermanas Capuchinas), el obispo de Santa Rosa de Osos, Miguel Ángel Builes, bendijo las joyas (corona, escudo y broche de oro) que luego fijó al sagrado retablo. El cuadro de la Virgen de las Mercedes, fue llevado en solemne procesión desde dicha capilla al templo parroquial y allí fue colocado en el nicho de honor, en el altar de madera de 1915. Para proteger las joyas, se instaló un vidrio de tres milímetros que valió 70 pesos.
La plata con la que se realizó el marco fue donada por las señoras de Yarumal. Tiene un peso de 11.5 kilos. En la parte superior tiene el escudo de la Merced y en la inferior una cartela de oro que dice: "La parroquia de Yarumal a su excelsa patrona en el segundo Congreso Mariano".
Tiempo después, en 1987 durante el bicentenario de la fundación de Yarumal, la Virgen de la Merced recibió dos distinciones, recibió la coronación canónica otorgada por la Diócesis de Santa Rosa de Osos y el título de "Alcaldesa Perpetua de Yarumal", otorgada por el entonces gobernador de Antioquia Antonio Yepes Parra.
Para la Coronación Canónica se comenzó a trabajar intensamente desde los meses de octubre y noviembre de 1986. En este sentido, el Pbro. Luis Enrique Restrepo Muñoz, así como otros sacerdotes de las parroquias y seminarios del pueblo le escribieron al obispo Joaquín García Ordóñez la encarecida petición. Como resultado, el prelado expidió el Decreto No 7 de 1987, que dice así:

Joaquín García Ordóñez
Por la Gracia de Dios y de la Santa Sede Apostólica,  Obispo de Santa rosa de Osos
Considerando:
1. Que el próximo 29 de marzo, la muy ilustre ciudad de Yarumal, de estajurisdiccióneclesiástica, estácelebrandoconprogramasespeciales los 200 años de su fundación realizada por don Francisco Leonín de Estrada, quien por entonces la llamó SAN LUIS DE GÓNGORA.
2. Que en los comienzos de su historia, desde el año de 1789, aparece unida a ella la presencia de la Venerada Imagen de Nuestra Señora de las Mercedes, Redentora de Cautivos, según se lee al reverso del antiguo retablo, por iniciativa del mismo pintor o de su mecenas el devoto D. Nicolás Balencia (Sic).
3. Que en la devoción a Nuestra Señora de las Mercedes, propuesta como patrona en el decreto mismo de fundación, del Sr. Oidor y Visitador Mon y Velarde, ha acompañado todo el proceso histórico de es ta ciudad desde los finales del siglo XVIII; cuando fue encontrada en la "Posada de Contento" que después fuera refugio de sacerdotes perseguidos y más tarde cuna del Seminario de Misiones; en la campaña libertadora, sobre el pecho de los valientes soldados del Teniente Coronel fosé María Córdova; y hacia finales del siglo pasado, en 1864, cuando el general Pedro Justo Berrío, con visible protección de la Virgen, libró victoriosa batalla con las tropas de los generales Plaza y Castillo.
4. Que, gracias a esta advocación, la ciudad de Yarumal ha gozado merecida fama de ciudad mariana; y que la devoción de la feligresía, con el padre Benedicto Soto (q.d.D.g) a la cabeza, ha adornado el piadoso retablo con joyas preciosas: marco de plata martillada; corona, escudo y broche de auténtico oro.
5. Que los sacerdotes de las tres parroquias que hoy forman la ciudad, los Directores de los Seminarios ubicados en ella, las Autoridades, las Comunidades Religiosas y un gran número de fieles representativos de la catolicidad del pueblo han elevado al Excelentísimo Señor Obispo una respetuosa y encarecida solicitud para que sea coronada canónicamente la venerada imagen con ocasión de los 200 años de la ciudad.
6. Que en conformidad con las normas del Ritual de Coronación de Imágenes, el señor obispo diocesano, de acuerdo con la comunidad local, juzga oportuno conceder la Coronación Canónica a la venerada imagen de Nuestra Señora de las Mercedes.

Decreta:
Art. V - Concédese la CORONACIÓN CANÓNICA, por Decreto diocesano y con toda solemnidad a la histórica imagen de Nuestra Señora de las Mercedes, Redentora de Cautivos, venerada como patrono de la ciudad de Yarumal, de nuestra jurisdicción.
Art. 2o-La mencionada coronación deberá celebrarse con pompa inusitada el mismo día del Bicentenario de la Ciudad, en Solemne Concelebración Eucarística que presidirá el Excelentísimo Señor Obispo rodeado del clero diocesano, y con asistencia de Autoridades civiles, Corporaciones Cívicas, Comunidades Religiosas, Institutos de Educación y pueblo devoto.
Art. 3o - Se invita con especialidad a Sacerdotes y Religiosas de toda la Diócesis; y se espera que esta Coronación Canónica de la Imagen de la Virgen contribuya al reverdecimiento de su amor y devoción en los corazones de los fieles, y se constituya en permanente súplica de la valiosa protección de Nuestra Señora para los días agitados que viven el Pueblo y la Nación.
Comuniquese y cúmplase
Dado en Santa Rosa de Osos, a 3 de marzo de 1987
JOAQUÍN GARCÍA ORDÓÑEZ, Obispo. 

GERMÁN CEBALLOS A, Pbro. canciller.

Para que se otorgara el título de "Alcaldesa Perpetua de la Población" fue persona muy influyente el señor José Giraldo Bernal, director y fundador del "Museo Religioso y Tradicional Monseñor Juan N. Rueda", quien motivó al alcalde de entonces, Oscar Mejía Mejía, para que lograra del gobernador de esa época, Antonio Yepes Parra el decreto respectivo. Dicho documento dice así:

DECRETO NÚMERO 0721 DE 1987 
(Marzo 20)
Por medio del cual se exalta una efemérides
El Gobernador del Departamento de Antioquia, en uso de sus atribuciones legales, y
CONSIDERANDO:
A. Que en l781 el español Francisco Leonínde Estrada fundó el caserío sobre el cual levanta hoy su perfil de ciudad el municipio de Yarumal.
B. Que el 29 de marzo de 1787 por decreto del Oidor, Antonio Mon y Velarde, el caserío fue bautizado con el nombre de San Luis de Góngora.
C. Que el mismo día el teniente Gobernador del Valle de los Osos, Pedro Fernández de Zea, clavó su cruz en medio de la plaza y señaló el sitio para la construcción de la iglesia y la cárcel.
D.  Que ocho meses después, los habitantes del incipiente poblado, como buenos descendientes de españoles consagraron su devoción y su fe a la Virgen de las Mercedes, redentora de los cautivos.
E. Que Yarutnal ha sido cuna de una pléyade de hombres ilustres, dentro de los cuales recordamos hoy al Almirante Rubén Piedrahita Arango, a los poetas Epifanio Mejía y Francisco Jaramillo, al médico Gil ]. Gil, al jurista Rafael Navarro Eusse, al pintor Francisco A. Cano, al presbítero Mariano de J. Eusse, amén de otros que le han dado lustre y renombre a la "Ciudad Retablo".
F. Que 200 años después, Yarumal, Corazón del Norte Antioqueño, es una próspera ciudad, dinámica y pujante, depositarla de los más exigentes valores y de las más nobles tradiciones de la raza.
G. Que es deber del Gobierno Departamental exaltar y reconocer el espíritu emprendedor de aquellos pueblos, que como Yarumal han hecho de su historia la mejor expresión de fe, de progreso y de superación.
DECRETA:
Artículo Primero: Asociarse con regocijo a la conmemoración de los 200 años de fundación del municipio de Yarumal, comarca pujante y ejemplar, cuyos habitantes hacen honor a las mejores tradiciones de Antioquia y del país.
Artículo Segundo: Evocar con veneración y respeto a los fundadores del bicentenario municipio, lo mismo que a sus ilustres hijos que han honrado y enaltecido distintas actividades en Antioquia y en Colombia.
Artículo Tercero: Disponer que en adelante la Santa Patrona de Yarumal, Nuestra Señora de las Mercedes, ostente el título de Alcaldesa Perpetua de la Población, accediendo así al querer de sus pobladores que por tanto tiempo le han rendido tributo de sumisión.
Artículo Cuarto: Hacer entrega del presente Decreto, en nota de estilo, a la población de Yarumal con motivo de sus 200 años de fundación, en cabeza de sus principales autoridades, en ceremonia que se cumplirá el domingo 22 de marzo de 1987.
Dado en Medellín, a los 20 días del mes de marzo de 1987.
ANTONIO YEPES PARRA Gobernador

BERTULFO OCAMPO RÍOS Secretario General

En 1998, gracias a la iniciativa de monseñor Gilberto Melguizo Yepes, párroco del templo en ese momento, se le colocó al lienzo de la Virgen de la Merced el cinturón y el cetro de oro.

## Versiones sobre el origen del cuadro
Sobre el origen del cuadro existen varias leyendas o versiones transmitidas verbalmente por generaciones, que a pesar de que presentan inconsistencias históricas son tomados por la población como verdad.
La versión más conocida y difundida entre la población de Yarumal, relata que un día cualquiera, un viajero procedente de Medellín llegó a estas tierras con un lienzo que tenía la imagen de la Virgen de las Mercedes y lo ofreció en venta por la suma de veinticinco pesos, pero como no resultó quién ofreciera la suma solicitada -ni siquiera entre los mineros del río Nechí-, lo dejó guardado en la posada del "Contento" -donde hoy queda el Seminario de Misiones de Yarumal- y nunca más regresó por el lienzo por lo que la parroquia tomó el cuadro bajo su protección.
Esta leyenda es contraria a las hechos históricos, prueba de ello son los documentos de las primeras visitas eclesiásticas que en diferentes momentos los obispos realizaron a la región y en donde el cuadro aparece descrito en el primitivo templo de San Luis de Góngora ocupando una posición estacada en el nicho central, además dicha versión desconoce el texto que está al reverso del cuadro.